# Portugalia na Mistrzostwach Świata w Lekkoatletyce 2015
Portugalia na Mistrzostwach Świata w Lekkoatletyce 2015 – reprezentacja Portugalii podczas Mistrzostw Świata w Pekinie liczyła 16 zawodników, z których jeden zdobył brązowy medal.

## Występy reprezentantów Portugalii

### Mężczyźni

#### Konkurencje biegowe
| Konkurencja    | Zawodnik            | Runda 1  | Runda 1 | Półfinał | Półfinał | Finał        | Finał   |
| Konkurencja    | Zawodnik            | Rezultat | Pozycja | Rezultat | Pozycja  | Rezultat     | Pozycja |
| -------------- | ------------------- | -------- | ------- | -------- | -------- | ------------ | ------- |
| Bieg na 100 m  | Yazaldes Nascimento | 10,29    | 35.     | NQ       | NQ       | NQ           | NQ      |
| Bieg na 1500 m | Hélio Gomes         | 3:46,32  | 38.     | NQ       | NQ       | NQ           | NQ      |
| Chód na 20 km  | João Vieira         | —        | —       | —        | —        | 1:25:49      | 36.     |
| Chód na 20 km  | Sérgio Vieira       | —        | —       | —        | —        | DNF          | DNF     |
| Chód na 50 km  | Pedro Isidro        | —        | —       | —        | —        | 3:55:44 (PB) | 21.     |

#### Konkurencje techniczne
| Konkurencja    | Zawodnik        | Eliminacje | Eliminacje | Finał      | Finał   |
| Konkurencja    | Zawodnik        | Rezultat   | Pozycja    | Rezultat   | Pozycja |
| -------------- | --------------- | ---------- | ---------- | ---------- | ------- |
| Trójskok       | Nelson Évora    | 17,01      | 5. Q       | 17,52 (SB) | brąz    |
| Pchnięcie kulą | Tsanko Arnaudov | 18,86      | 25.        | NQ         | NQ      |

### Kobiety

#### Konkurencje biegowe
| Konkurencja      | Zawodniczka     | Runda 1  | Runda 1 | Półfinał | Półfinał | Finał    | Finał   |
| Konkurencja      | Zawodniczka     | Rezultat | Pozycja | Rezultat | Pozycja  | Rezultat | Pozycja |
| ---------------- | --------------- | -------- | ------- | -------- | -------- | -------- | ------- |
| Bieg na 10 000 m | Ana Dulce Félix | —        | —       | —        | —        | 32:26:70 | 19.     |
| Bieg na 10 000 m | Sara Moreira    | —        | —       | —        | —        | 32:06,14 | 12.     |
| Maraton          | Filomena Costa  | —        | —       | —        | —        | 2:31:40  | 12.     |
| Chód na 20 km    | Ana Cabecinha   | —        | —       | —        | —        | 1:29:29  | 4.      |
| Chód na 20 km    | Inês Henriques  | —        | —       | —        | —        | 1:34:47  | 23.     |
| Chód na 20 km    | Vera Santos     | —        | —       | —        | —        | 1:34:01  | 21.     |

#### Konkurencje techniczne
| Konkurencja  | Zawodniczka     | Eliminacje | Eliminacje | Finał    | Finał   |
| Konkurencja  | Zawodniczka     | Rezultat   | Pozycja    | Rezultat | Pozycja |
| ------------ | --------------- | ---------- | ---------- | -------- | ------- |
| Trójskok     | Patrícia Mamona | 13,74      | 16.        | NQ       | NQ      |
| Trójskok     | Susana Costa    | NM         | NM         | NQ       | NQ      |
| Rzut dyskiem | Irina Rodrigues | 52,82      | 31.        | NQ       | NQ      |